# 丛林猫
丛林猫（学名：Felis chaus）为猫科猫属的动物。分布于亚洲（中西部）以及中国大陆的西藏、云南等地，多见于沿河、环湖边的芦苇或灌丛、海岸边森林、或具有高草的树林、田野。不见于热带雨林中，可活动在接近海平面的低地，亦見於2500米高地。该物种的模式产地在高加索以北的捷列克河。

## 保护
- 中国国家重点保护动物等级：二级
- 中国濒危动物红皮书等级：稀有

## 亚种
- 丛林猫云南亚种（学名：Felis chaus affinis），Gray于1830年命名，分布于克什米尔、尼泊尔、锡金、不丹、云南和东南亚西北。在中国大陆，分布于西藏、云南（南部）等地。该物种的模式产地在印度北部Gangootri。[4]
- ，土耳其东南部、高加索、叙利亚、黎巴嫩、以色列、約旦、伊拉克、伊朗、巴基斯坦、阿富汗和中亚
- ，缅甸、泰国、老挝、柬埔寨和越南
- 
- ，斯里兰卡
- ，印度西部、巴基斯坦
- 
- ，埃及尼罗河谷
- 
- ，印度西部